# 川原忠平
川原 忠平（かわはら ちゅうへい、1899年〈明治32年〉 - 1976年〈昭和51年〉1月3日）は、日本の教育者。学校法人高岡第一学園及び高岡第一高等学校の創設者、同初代理事長兼初代校長。

## 経歴

### 誕生〜富山師範学校入学
富山県西礪波郡福光町（現・南砺市）才川七にて、教育者であった父・川原忠孝の次男として生まれる。父の影響で教育者を目指し、福光高等小学校卒業後に富山師範学校（後の富山大学旧教育学部、現人間発達学部）を受験するも、人見知り・小心な性格の上、田舎育ちで富山の街中に慣れず、緊張して試験に失敗する。農業を手伝いながら、翌春に再挑戦するも再び不合格となる。富山師範学校にしか進学を許さないとの父の方針から、代用教員をしながら勉学に励み、三度目の受験にして、競争率5倍という狭き門を突破し、富山師範学校に入学する。

### 学生生活
富山師範学校入学当初、軍隊調の寮生活に馴染めず、医王山山麓の故郷を懐かしんだ。しかし、学生生活を積み重ね、卒業時には自分の成績や行動に自信を持つようになる。1920年（大正9年）、当時県下最大の小学校であった石動尋常小学校に赴任するが、1年後には更なる高みを目指して、当時唯一の国立の農業教員養成所であった東京帝国大学農学部附属農業教員養成所（後に旧制東京農業教育専門学校、東京教育大学農学部を経て、現・筑波大学生物資源学類）を受験し、全国で合格者40名という難関を突破して合格する。農業教員を目指したのは、自然豊かな環境で育ったことと、「農は偽りなく、正直なもの」という父の教え・進めに従ったからという。

### 公立学校教員時代
1924年（大正13年）養成所を卒業し、秋田県師範学校の教諭に就任する。その後、奈良県生駒農学校を経て、1943年（昭和18年）に富山県立小杉農学校（現富山県立小杉高等学校）教諭に就任し、23年ぶりに富山県教育界へ復帰する。1946年（昭和21年）に富山県立婦負農学校（現富山県立富山西高等学校）校長に任命され、1949年（昭和24年）には40代の若さで3学科1500名の生徒数を抱えるマンモス校であった富山県立福野高等学校（現富山県立南砺福野高等学校）の第13代校長に就任し、南砺教育界でその辣腕を発揮する。

### 高岡第一高校の創立〜死去
1958年（昭和33年）、病気療養を理由に公立学校教員を退職し、それを機に以前から抱いていた教育機会均等のための私立学校の設立を計画する。当時、富山県西部には私立高校が存在しなかったが、川原は「人にはそれぞれ潜在能力があり、それを引き出すのが教育者としての使命」（高岡第一学園建学の精神）という信念の下、退職金・貯金などの私財をなげうって1959年（昭和34年）に高岡第一高等学校（高岡第一学園）を創設する。県内では、籐園女子高校（現龍谷富山高等学校）、不二越工業高等学校に次いで3番目、県西部では初めての私立高等学校の創設であった。4月の開校時に突風により建築中の校舎が倒壊したため、予定を大幅に遅らせ、高岡西部中学校で入学式が行われた。初年度入学者数は416名であった。その後、市の要請により幼稚園を設置、更に幼稚園教員養成所を併設し、また富山県教育界の発展のために様々な要職に就いたが、1976年（昭和51年）1月3日、77歳の誕生日を目前にして心不全により死去した。

### 高岡第一学園グループ
現在、高岡第一学園は、5つの幼稚園（高岡第一学園附属第一幼稚園、同第二幼稚園、同第三幼稚園、同第五幼稚園、高岡第一学園福岡ひばり園）、高岡第一高等学校、高岡第一学園幼稚園教諭・保育士養成所、高岡法科大学と、多数の教育機関を擁する総合学園グループへと発展した。